# Béchara Boutros Raï
Béchara Boutros Raï OMM (ur. 25 lutego 1940 w Himlajji) – libański duchowny katolicki, 77. maronicki patriarcha Antiochii, kardynał od 2012.

## Posługa kapłańska
Święcenia kapłańskie otrzymał 3 września 1967. W latach 1967–1975 kierował sekcją arabską Radia Watykańskiego.
W dniu 2 maja 1986 został mianowany biskupem pomocniczym maronickiego patriarchatu Antiochii oraz biskupem tytularnym Caesarea Philippi. Sakry biskupiej udzielił mu 12 lipca 1986 patriarcha Nasrallah Piotr Sfeir.
9 czerwca 1990 został biskupem maronickiej eparchii Byblos.
W 2009 został przewodniczącym kościelnej komisji ds. społecznej komunikacji.
Wybrany na patriarchę Antiochii przez sobór Kościoła maronickiego w Bkerke 15 marca 2011, co zostało zatwierdzone przez papieża Benedykta XVI 9 dni później. Uroczysta inauguracja posługi patriarszej, w której obok duchowieństwa i wiernych udział wzięli również przedstawiciele libańskich władz, stronnictw politycznych i religijnych oraz ambasadorowie państw arabskich odbyła się 25 marca 2011 roku.
Dnia 24 października 2012 papież ogłosił, iż Raï znajduje się wśród nowych kardynałów, których oficjalna kreacja nastąpiła na konsystorzu w dniu 24 listopada.
Brał udział w konklawe 2013, które wybrało papieża Franciszka. 25 lutego 2020 r. skończył 80 lat i stracił prawo do udziału w konklawe.
29 marca 2014 papież Franciszek mianował go członkiem Papieskiej Rady ds. Kultury.